# Puntate de La casa tra le montagne
La serie televisiva tedesca La casa tra le montagne (Daheim in den Bergen), composta da 12 episodi da 90 minuti ciascuna, è andata in onda in Germania su Das Erste dal 4 maggio 2018 al 17 maggio 2024.
In Italia i primi otto episodi sono stati distribuiti sulla piattaforma Infinity+ il 27 luglio 2021. In seguito, la serie è andata in onda con i primi quattro episodi il martedì in prima serata su Canale 5 il 17 e il 24 agosto 2021 con due puntate per due serate. Gli episodi dal quinto al settimo vengono poi trasmessi su Canale 5 dal 18 agosto al 1º settembre 2022, di pomeriggio, dopo aver replicato soltanto i primi tre episodi.  
Dal 14 settembre 2024 riprendono le prime tv in Italia sul canale La5 in prima serata, che trasmette anche gli episodi dal nono al decimo in prima visione assoluta.
| n° | Titolo originale        | Titolo italiano              | Prima TV Germania | Prima TV Italia   |
| -- | ----------------------- | ---------------------------- | ----------------- | ----------------- |
| 1  | Schuld und Vergebung    | Ritorno a casa               | 4 maggio 2018     | 27 luglio 2021    |
| 2  | Liebesreigen            | Novità a casa                | 11 maggio 2018    | 27 luglio 2021    |
| 3  | Schwesternliebe         | Una casa per due             | 26 aprile 2019    | 27 luglio 2021    |
| 4  | Liebesleid              | Ancora a casa                | 3 maggio 2019     | 27 luglio 2021    |
| 5  | Väter                   | La casa del padre            | 3 maggio 2019     | 27 luglio 2021    |
| 6  | Auf neuen Wegen         | Sempre a casa                | 19 gennaio 2020   | 27 luglio 2021    |
| 7  | Brüder                  | Fratelli                     | 9 aprile 2021     | 27 luglio 2021    |
| 8  | Die Bienenkönigin       | L'ape regina                 | 16 aprile 2021    | 27 luglio 2021    |
| 9  | Die Zweitgeborenen      | Le famiglie di nuovo assieme | 5 maggio 2023     | 21 settembre 2024 |
| 10 | Alte Pfade – Neue Wege  | La forza dell'amore          | 12 maggio 2023    | 28 settembre 2024 |
| 11 | Wunsch und Wirklichkeit |                              | 10 maggio 2024    |                   |
| 12 | Schulter an Schulter    |                              | 17 maggio 2024    |                   |

## Ritorno a casa
- Titolo originale: Schuld und Vergebung
- Diretto da: Karola Hattop
- Scritto da: Brigitte Müller

### Trama
L'avvocata Lisa Huber torna da Monaco in Allgäu per aprire il proprio studio legale. Vuole creare uno studio legale per la sua famiglia per fare ammenda per l'ingiustizia che è accaduta.
Una volta ha dato il suo pascolo ai Leitner nella valle perché Sebastian Leitner vede in Lorenz Huber la causa della morte accidentale di suo figlio, avvenuta venti anni prima.
- Ascolti Germania: telespettatori 3 760 000 – share 13,4%.
- Ascolti Italia: telespettatori 1 063 000 – share 9,1%.[3]

## Novità a casa
- Titolo originale: Liebesreigen
- Diretto da: Karola Hattop
- Scritto da: Brigitte Müller

### Trama
L'avvocata Lisa Huber sostiene attivamente la sua famiglia in Algovia sulla sua malga. Una mattina, mentre cerca di spazzare via il fieno nel fienile, vede sua sorella Marie e Georg Leitner, strettamente abbracciati. In seguito si scopre che Marie rimane incinta dalla sua relazione con Georg.
L'ex moglie di Georg, Mirjam, nel frattempo, vuole incaricare Lisa di avviare la disputa sulla custodia della figlia Lea. Ma nessuno dei controversi Leitner e Huber vuole andare in tribunale, soprattutto perché Sebastian Leitner vuole finalmente riconciliarsi con Lorenz Huber.
- Ascolti Germania: telespettatori 3 620 000 – share 13,2%.
- Ascolti Italia: telespettatori 1 063 000 – share 9,1%.[3]

## Una casa per due
- Titolo originale: Schwesternliebe
- Diretto da: Michael Zens
- Scritto da: Brigitte Müller

### Trama
Dopo la sua relazione di una notte con Georg Leitner, Marie Huber si rende conto che aspetta un bambino da lui. Poiché il suo pancione sta crescendo rapidamente, è sempre più difficile nasconderlo e più di una volta ha problemi con le spiegazioni. Finora, Marie si è rivelata solo a sua sorella Lisa. Ha paura della reazione di suo padre e non sa ancora come dirlo a Georg. Georg aveva cercato di contattarla dopo quella notte, ma aveva fallito a causa della sua resistenza. Quando stava per parlare con Georg, ha sentito per caso una conversazione che l'ha fatta tornare indietro perché non era più sicura di dover davvero dire a Georg della sua gravidanza. Vuole prima consultare sua sorella Lisa, un'avvocata.
Georg e la sua ex moglie Mirjam hanno una disputa sulla custodia della figlia Lea. Vuole trasferirsi in Francia con il suo nuovo fidanzato. Georg ha ottenuto l'avvocato in difficoltà con il Dottor Kendrich, che è stata affidata la sua rappresentanza. L'avvocato gli consiglia che se vuole l'affidamento esclusivo di Lea, deve far sembrare sua moglie una cattiva madre. Sebastian Leitner nota quanto sua nipote stia soffrendo per il litigio dei suoi genitori, gli dice addirittura che sarebbe meglio se lei non fosse lì, quindi i suoi genitori non avrebbero più motivo di litigare.
Un altro capitolo è che il ristoratore di Amburgo Steffen, un amico di Georg, vuole spingere la sua socia in affari Leonie Assmann fuori dal ristorante gestito in comune, per il quale spera nell'aiuto di Georg. Ciò che i due uomini non sospettano è che Leonie abbia una sorella gemella di nome Lena, con la quale è venuta in Allgäu. Poiché Lena è molto più ricercatrice della gentile Leonie, le sorelle gemelle si scambiano i ruoli per incontrare Steffen. È così che Lena Steffens sabota gli eventi di cucina. Tuttavia, Steffen le spiega che si sta anche vergognando se non si è accorta che sempre meno ospiti vengono in entrambi i loro ristoranti gourmet. Dove può trovare molti dei loro ex ospiti abituali ovunque venga offerto qualcosa di nuovo. Lena prende sul serio le sue argomentazioni e le piace anche l'uomo di bell'aspetto.Alla fine, lei e sua sorella accettano di scambiarsi lavoro. Ora, finalmente, c'è anche una connessione tra Leonie e Christian, un amico di lunga data dei gemelli che ama Leonie da molto tempo. Quando Lena spiega a Steffen, lui la prende tra le braccia e la bacia.
Sebastian Leitner fa un altro passo verso Lorenz Huber e gli chiede di chiedere a Lisa se sarebbe disposta a rappresentare Georg nella disputa sulla custodia. Sebbene Georg prima rimproveri suo padre per la sua interferenza, poi fa visita a Lisa e le chiede di rappresentarlo in tribunale. Venti anni fa, sotto l'influenza dell'alcol, Lorenz Huber investì Peter, il figlio più giovane di Sebastian Leitner. Le famiglie, che in precedenza erano state intime amiche, divennero nemiche, il che costò anche alla famiglia Huber gran parte della loro proprietà, preziosi pascoli.
Ma anche Lisa ha dei problemi, la sua ex amica Karin le chiede urgentemente un colloquio. Sebbene Lisa all'inizio si rifiuti, poi acconsente alla loro richiesta di supplica. Molti anni fa, Karin si è assicurata che la connessione tra Florian Leitner e Lisa si interrompesse perché voleva Florian per sé. Ora fa sapere che suo marito non è più interessato a lei e che Lisa deve solo schioccare le dita per riconquistarlo.
Quando finalmente Marie è riuscita a parlare con Lisa di suo padre della sua gravidanza e del padre del bambino, le sorelle non solo trovano il padre sulla panchina, che trascorre tutti i giorni alla stessa ora sulla tomba del Peter che ha gestito oltre a sedersi davanti alla tomba, ma anche Sebastian Leitner. Si ritirano in silenzio.
- Ascolti Germania: telespettatori 4 000 000 – share 13,3%.
- Ascolti Italia: telespettatori 1 214 000 – share 10,1%.[4]

## Ancora a casa
- Titolo originale: Liebesleid
- Diretto da: Michael Zens
- Scritto da: Brigitte Müller

### Trama
Marie e Lisa Huber si sono fatte coraggio e raccontano al padre che Marie è incinta di Georg Leitner. Nonostante Lorenz sia felice, ora è ancora più preoccupato per il futuro. Marie è l'anima dell'Huberhof e in futuro non potrà trascorrere tanto tempo al maso come prima. Lisa, che è un'avvocata, ha accarezzato l'idea di lottare per i pascoli persi dai Leitner in tribunale, poiché l'Huberhof non si sostiene più e suo padre sta pensando di vendere, ed è indebitata con 45.000 euro. Tuttavia, Marie non vuole avere un'altra discussione con i Leitner, poiché suo padre e Sebastian Leitner si stanno avvicinando. Dice che sarebbe un male per lei se perdesse la fattoria, ma sarebbe molto peggio perdere qualcuno.
Dal momento che Lisa vuole finalmente dimenticare il suo amico d'infanzia Florian Leitner, si fa entrare con un giovane sconosciuto di nome Liam nel bagno di un bar, dopo aver avuto una spiacevole discussione con Florian poco prima. Florian, d'altra parte, cerca di ridurre la sua frustrazione con sua moglie Karin quella notte toccandola duramente per dormire con lei. Karin lo rifiuta. Quando Florian cerca di scusarsi l'altro giorno, Karin lo elude.
Quando Lisa, che rappresenta Georg Leitner nella disputa sulla custodia di sua figlia, entra nel suo ufficio, ha una sorpresa, l'ex moglie di Georg, Mirjam, è rappresentata da Liam Achenbach, con cui aveva acconsentito la sera prima. Dal momento che la conversazione sta andando male per lui agli occhi di Georg, cerca una conversazione con Marie. Jan, uno psicoterapeuta che aiuta temporaneamente sull'alpeggio, interferisce e finge di essere con Marie, che dice aspetta un bambino da lui. Georg poi parte di corsa. Marie non sa davvero cosa pensare della corsa di Jan. Tuttavia, Lisa ha scoperto tramite un detective privato che l'uomo con cui Mirjam vuole trasferirsi in Francia ha anche una relazione con almeno un'altra donna. Quindi i piani di trasferimento di Mirjam con Lea si risolvono da soli.
I compagni di scuola Marcel, Lukas e Frederik, nonché Julia, ricercata da tutti e tre gli uomini, soggiornano al Leitnerhof. Durante un'escursione in montagna con la guida alpina Florian, il veterinario Frederik Thorbach racconta a Florian, che gli dice di amare Julia, che quando aveva quattordici anni voleva mandarle un biglietto con la domanda se voleva andare con lui e l'eventuale risponde: "Sì No Forse". Ma non gliel'ha mai dato. Questa volta, tuttavia, vuole fare di meglio ed elimina temporaneamente Marcel e Lukas con uno stratagemma, ma ancora una volta non riesce a rivelare i suoi sentimenti a Julia. Ma poi Frederik si rincuora e spinge sotto la porta di Julia il biglietto che avrebbe voluto regalarle all'età di 14 anni. La porta si apre e Julia dice con un sorriso,dopo un'attenta considerazione scelgono la risposta uno. Poi entrambi si abbracciano.
Sebastian Leitner ha invitato Lorenz Huber a casa sua per la prima volta dopo l'incidente mortale di suo figlio Peter di cui Lorenz era responsabile. Mentre si separava, disse che non avrebbe mai parlato con Lorenz di Peter e che non gli avrebbe mai parlato della lettera che stava consegnando a Lorenz nello stesso momento. Quando Lorenz apre la lettera mentre è seduto sulla panchina davanti al suo alpeggio, cade qualcosa, che si rivela essere un assegno di 100.000 euro.
Allo stesso tempo, Mila Leitner cerca di convincere i suoi genitori, in particolare suo padre Florian, che il suo desiderio di frequentare una scuola di recitazione è sostenuto dal suo talento facendo un'audizione ai suoi genitori. Florian Leitner rimane commosso.
- Ascolti Germania: telespettatori 4 110 000 – share 14,0%.
- Ascolti Italia: telespettatori 1 214 000 – share 10,1%.[4]

## La casa del padre
- Titolo originale: Väter
- Diretto da: Annette Ernst
- Scritto da: Jens Urban & Brigitte Müller

### Trama
Le sorelle Marie e Lisa Huber non sono d'accordo sul fatto che Marie, che sta per dare alla luce suo figlio, non abbia ancora detto a Georg che sta aspettando suo figlio. Lisa si accorge poco dopo che suo padre ha dimenticato il passaporto a casa. Lorenz Huber sta andando all'aeroporto. Insieme a Sebastian Leitner, con il quale ora sta coltivando di nuovo la sua vecchia amicizia, vuole volare in Canada - un vecchio sogno di amici. Dopo che né Lisa né Florian Leitner riescono a contattare suo padre al cellulare, entrambi sono preoccupati. Una telefonata con un impiegato dell'aeroporto rivela che Leitner e Huber non hanno effettuato il check-in. Lisa ora è sempre più preoccupata e va con il suo ex fidanzato Florian sulla strada che porta all'aeroporto. È vero cheche è successo il peggio che sarebbe potuto succedere. Sebastian Leitner e Lorenz Huber sono tutt'uno con la loro macchina, e ogni aiuto arriva troppo tardi. La consapevolezza che non c'è più niente da fare colpisce particolarmente Lisa.
Allo stesso tempo, Marie è entrata in travaglio. Tutto accade così in fretta che ha suo figlio nel capanno delle capre. Georg Leitner, che Lisa aveva mandato a sua sorella, è lì per sostenerla nel miglior modo possibile. In questa situazione emotiva, Marie Georg finalmente confessa di essere il padre del piccolo Fritzi. In precedenza gli aveva lasciato scegliere il nome per il bambino. In questo momento felice, il cellulare di Georg squilla e suo fratello gli racconta cosa è successo.
Quando il funerale è dovuto, c'è di nuovo qualcosa come un litigio tra Georg e Marie. Anche la moglie divorziata di Georg, Henriette, suo fratello Karl e il figlio adottivo di Karl, Tom, compaiono al servizio funebre. Il pastore rivisita la storia che legava i due uomini, una storia di amore, sofferenza e odio, ma anche di vera grandezza e infine di riconciliazione e vera amicizia.
Karl dice che ha viaggiato quasi in tutto il mondo e anche come è successo che ora ha Tom. Più tardi, la sera, Florian fa compagnia a Lisa. Quando cerca di baciarla, però, lei lo respinge, dicendo che per loro è finita, e lo è da molto tempo. L'altro giorno, in banca, Lisa ha appreso con orrore da Martin Gerlach che suo padre aveva strappato l'assegno che aveva ricevuto da Sebastian Leitner davanti ai suoi occhi. Gerlach dice anche che dopo il loro ritorno dal Canada, Sebastian Leitner e suo padre volevano che un notaio facesse registrare il prezioso pascolo di Sebastian nel registro fondiario trasferito a Lisa. Suo padre lo voleva così perché lei ha sempre lottato duramente per questo. "Marie e tu", dice Martin, "eravate la sua vita".
Georg e soprattutto Florian vanno in tribunale con la madre Henriette perché li ha lasciati soli dopo la morte del loro fratellino. Lisa, d'altra parte, non ascolta il consiglio di Marie, così poco dopo la morte dei suoi padri, Florian affronta Florian con la sua richiesta di sovrascrivere i pascoli. Lui le dà un amaro rifiuto. Karl, a sua volta, viene visto da suo figlio. Stava cercando un posto in tutto il mondo a cui apparteneva e non ha trovato nessuno. Puoi vedere immediatamente che questo posto è qui. Lisa è determinata a riprendersi il pascolo. Tuttavia, Marie rende assolutamente chiaro a sua sorella che non vuole più litigare tra le famiglie. Suo figlio è sia Huber che Leitner e non vuole la disputa che i nonnini avevano risolto,ricominciare e un giorno fare a pezzi Fritzi. Se Lisa non capisce, dovrebbe andare.
A Georg capita di ascoltare una conversazione tra sua madre e Karl, da cui emerge che Karl è il padre di suo fratello. La stessa sera Henriette ha invitato a cena i suoi figli, vuole dire loro qualcosa di importante. Le circostanze in cui Florian ora apprende che Sebastian non è suo padre non potrebbero essere più infelici. Mentre Florian è perso presso la tomba dell'uomo che era suo padre per lui, Marie e Lisa fanno di nuovo pace.
- Ascolti Germania: telespettatori 3 260 000 – share 13,4%.
- Ascolti Italia: telespettatori 962.000 – share 12,1%[5]

## Sempre a casa
- Titolo originale: Auf neuen Wegen
- Diretto da: Annette Ernst
- Scritto da: Jens Urban

### Trama
Dopo la morte del padre, le due sorelle Marie e Lisa Huber si trovano di fronte alla decisione di vendere o continuare la fattoria, che è in rosso. Decidono di lottare per mantenere la fattoria e se dopo un anno le cose si metteranno ancora male, venderanno la fattoria. Ricevono sostegno nel loro lavoro in fattoria dal figlio adottivo di Karl Leitner, Tom, che non è nato per lavorare, ma si sente a suo agio sugli alpeggi e tiene d'occhio la figlia di Florian Leitner.
Nel frattempo, Lisa vede un'opportunità per la fattoria perché ha ricevuto un ordine come avvocato per far sciogliere il progetto da un milione di dollari KUBA, una comunità di anziani rispettosa dell'ambiente. Ma Lisa si innamora dell'iniziatore Ruben Hansen, ma quando scopre che sta lavorando per l'altra parte,li lascia appassire ghiacciati.
- Ascolti Germania: telespettatori 4 100 000 – share 14,4%.
- Ascolti Italia: telespettatori 953.000 - share 12,8%.[6]

## Fratelli
- Titolo originale: Brüder
- Diretto da: Markus Imboden
- Scritto da: Christine Mayer & Martin Zimmermann

### Trama
Dopo che Florian Leitner è stato informato della sua vera origine, di lui non c'è più traccia. Suo fratello Georg dovrebbe ora gestire da solo la fattoria Leitner, ma gli manca l'approvazione di Florian per la gestione, che a sua volta vuole impedire a Georg di pagarlo e continuare la fattoria come unico erede.
Georg ha sogni completamente diversi. Vuole trasferirsi nella fattoria con Marie e la loro figlia Fritzi, nata da un'avventura di una notte, e diventare una famiglia. Ma Marie non si fida di Georg, dopotutto, ha anche il suo alpeggio.Nel frattempo, due rifugiati siriani minorenni sono ospiti al Leitner-Hof sotto la cura di Karl Leitner, per il quale bisogna trovare una famiglia di cura.
- Ascolti Germania: telespettatori 4 420 000 – share 13,6%.
- Ascolti Italia: telespettatori 1.029.000 - share 13,3%[7]

## L'ape regina
- Titolo originale: Die Bienenkönigin
- Diretto da: Markus Imboden
- Scritto da: Martin Zimmermann, Henriette Bär & Christine Mayer

### Trama
Da allora che Florian Leitner è riapparso, e con suo disappunto, vuole rilevare la fattoria che suo fratello Georg vuole rinunciare e vendere. Lo zio di Georg, Karl, cerca di mediare tra i fratelli contesi nella disputa sull'eredità.
Marie Huber nel frattempo si prende cura della sua vicina e apicoltrice malata terminale Martha, che non desidera altro che rivedere suo figlio Leonhard. Marie va a cercarlo mentre sua sorella Lisa si prende cura di sua figlia Fritzi.
- Ascolti Germania: telespettatori 4 640 000 – share 14,6%.
- Ascolti Italia: telespettatori  – share .